# Maltepe

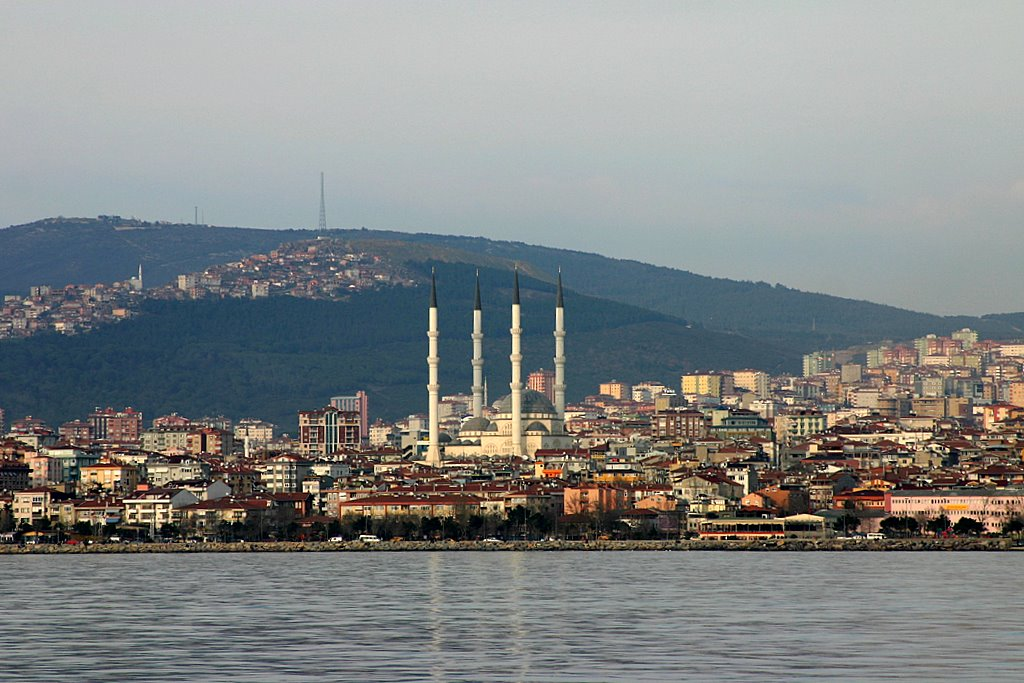
A view of Maltepe district

Maltepe é um distrito de Istambul, na Turquia, situado na parte Anatólia da cidade. Conta com uma população de 417 605 habitantes (2008). Durante o período bizantino o local chamava-se Brías (em grego: Βρύας; romaniz.: Brýas).